# Oreodera olivaceotincta
Oreodera olivaceotincta là một loài bọ cánh cứng trong họ Cerambycidae.